# Tormaleo

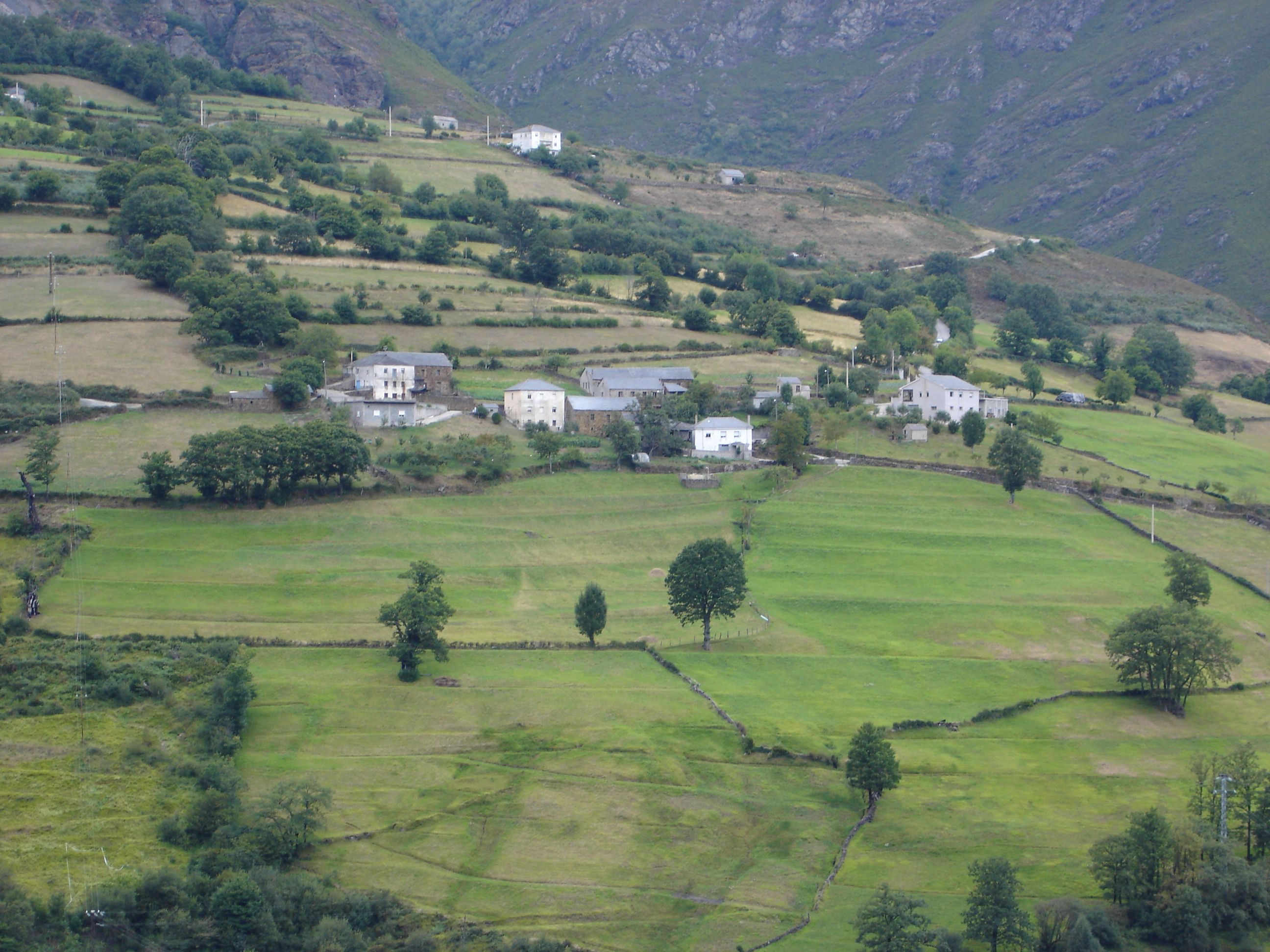
Blick auf Villares de Abajo

Tormaleo (Taladrí in asturisch) ist ein Ort und gleichzeitig Namensgeber eines Parroquia in der Gemeinde Ibias der spanischen Provinz Asturien.
Das Parroquia hat eine Fläche von 36,45 km² und zählte 2011 423 Einwohner. Tormaleo liegt auf einer Höhe von 866 m über dem Meeresspiegel mit dem Pena Rogueira (1.961 m) als höchste Erhebung. San Antolin, der Verwaltungssitz der Gemeinde Ibias, ist 26 km entfernt. Das Parroquia ist geprägt durch die Kohle, welche hier im Tagebau gewonnen wird.

## Sehenswürdigkeiten
- Pfarrkirche in Tormaleo
- Kapelle Santa María in Luiña
- Casa Palloza in Villares de Abajo
- Kapelle San Francisco in Villares de Arriba

## Feste
- Santa María, am 5. September in Luiña

## Dörfer und Weiler
- Buso – 29 Einwohner 2018 42° 55′ 4″ N, 6° 46′ 9″ W
- Fondodevilla – 69 Einwohner 2018 42° 56′ 15″ N, 6° 45′ 17″ W
- Fresno – 9 Einwohner 2018 42° 55′ 49″ N, 6° 45′ 41″ W
- Luiña – 66 Einwohner 2018 42° 55′ 17″ N, 6° 45′ 54″ W
- Torga – 14 Einwohner 2018 42° 57′ 28″ N, 6° 46′ 33″ W
- Tormaleo – 41 Einwohner 2018 42° 56′ 22″ N, 6° 44′ 36″ W
- Villares de Abajo – 95 Einwohner 2018 42° 55′ 35″ N, 6° 46′ 33″ W
- Villares de Arriba – 14 Einwohner 2018 42° 55′ 34″ N, 6° 46′ 13″ W